# Lacs du Malrif
Les lacs du Malrif sont une série de trois lacs glaciaires situées dans le Queyras, dans les Hautes-Alpes en France. Ces trois lacs d'origine glaciaire sont situés à quelques centaines de mètres les uns des autres :
- Le lac du grand Laus situé à une altitude de 2579 m est le plus grand (environ 350 x 150 mètres) et est longé par  GR 58 (Tour du Queyras)
- Le lac Mézan d'environ 100 mètres de large est situé à une altitude de 2675 mètres
- Le lac du petit Laus, un petit peu plus petit se trouve à 2805 mètres d'altitude.

Les trois lacs sont situés sur le territoire de la commune d'Aiguilles.

Les trois lacs du Malrif
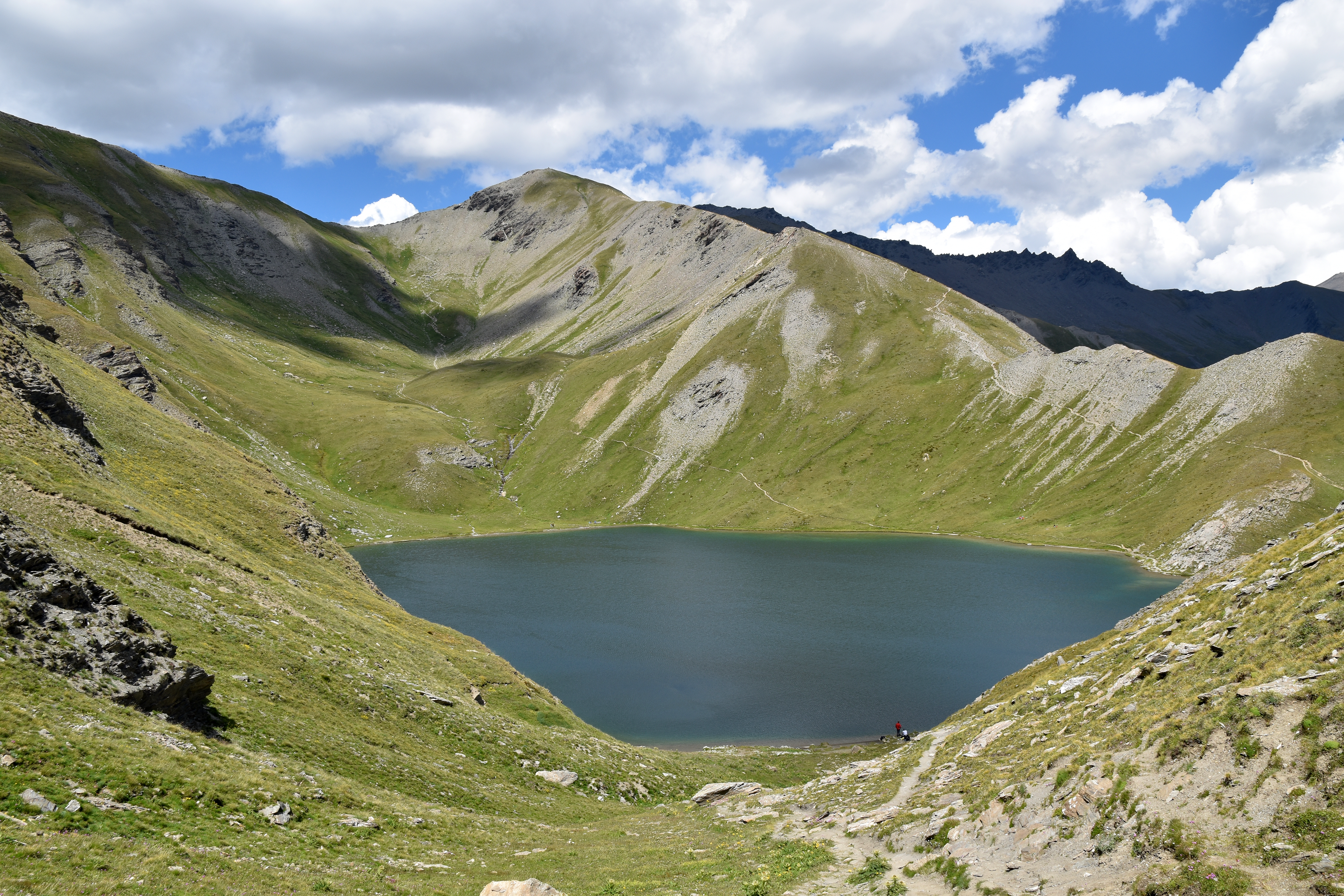
Lac du grand Laus
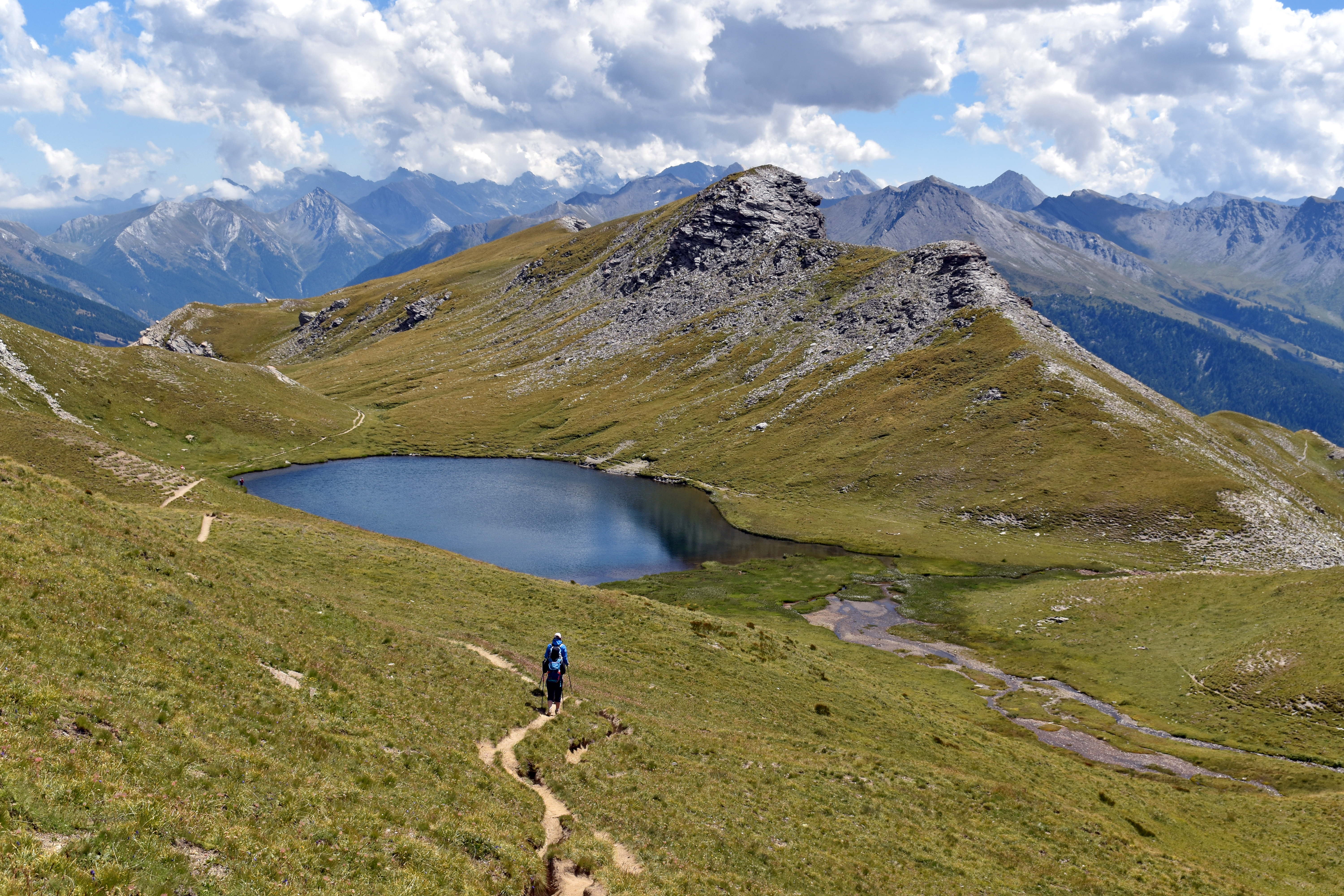
Lac Mézan
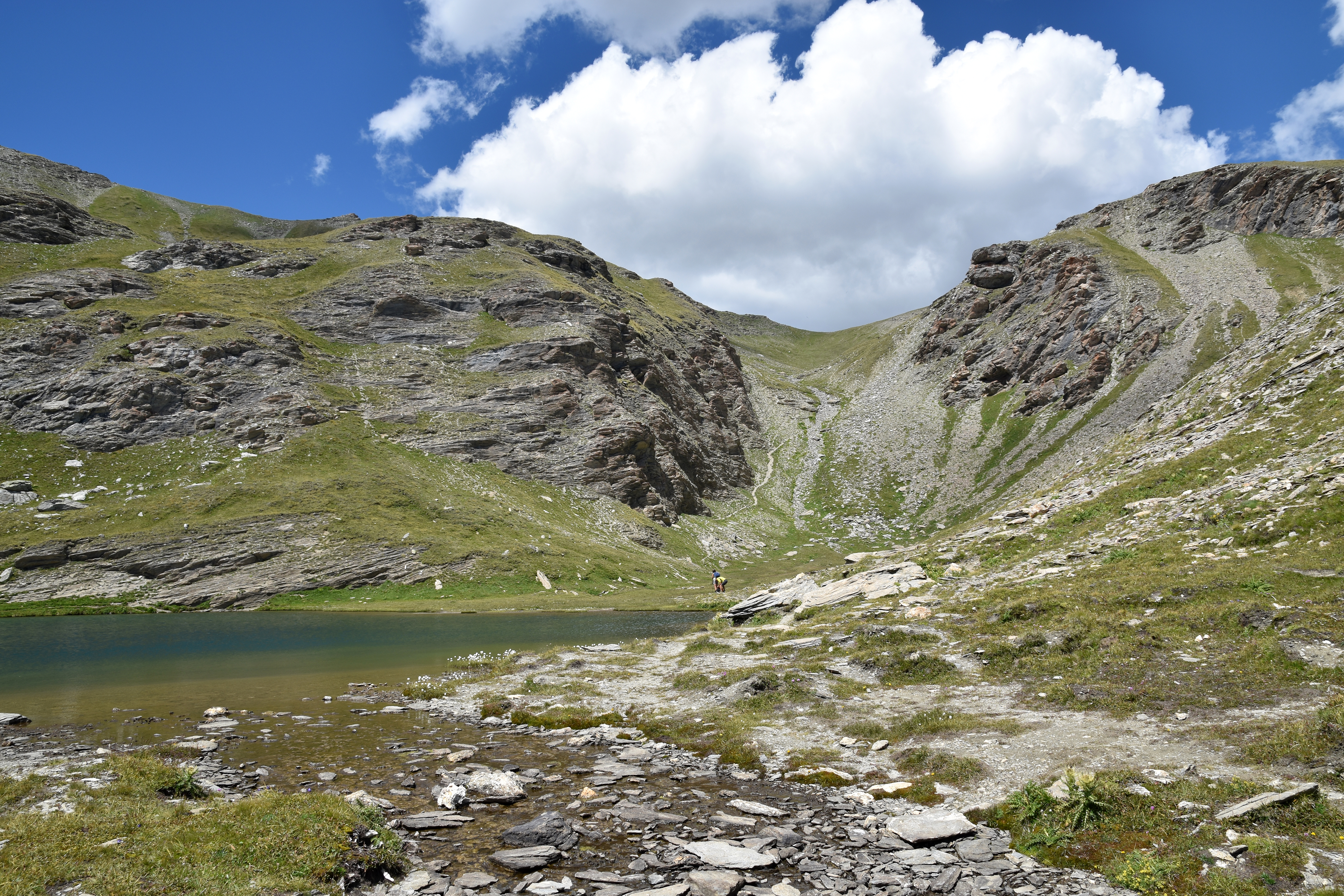
Lac du petit Laus